# Tony Penikett
Pour les articles homonymes, voir Penikett.
Antony (Tony) David John Penikett (né le 14 novembre 1945) était un homme politique yukonnais (canadien) qui fut Chef de l'Opposition officielle du Yukon en première reprise de 1981 à 1985 et en deuxième reprise de 1992 à 1995, il est le premier ministre du territoire du Yukon de 1985 à 1992 pendant seulement sept ans.
Il est le père de l'acteur Tahmoh Penikett.